# Hiei (personagem)
Hiei (飛影) é um personagem fictício da série mangá e anime Yu Yu Hakusho, de Yoshihiro Togashi. Ele é apresentado como um dos primeiros vilões da série, mas conforme a história prossegue ele se torna um dos personagens principais, sendo considerado por muitos um Anti-herói. Inicialmente um ladrão que fugiu do Mundo das Trevas para o Mundo dos Homens, Hiei é detido pelo protagonista e detetive sobrenatural Yusuke Urameshi e posteriormente se torna um de seus parceiros, bem como seu rival.
Hiei é um demônio de fogo nascido de uma Mulher do Gelo que manteve relações com um macho de outra espécie e por isso é considerado impuro e maldito. Banido do País do Gelo ainda bebê e criado por ladrões em uma floresta, Hiei desenvolveu uma personalidade apática e indiferente quanto a todos ao seu redor. As únicas coisas que lhe importavam eram sua Pedra Preciosa (ヒルイ セキ, Hirui Seki), uma lágrima cristalizada de sua mãe, e sua vingança sobre as Mulheres do Gelo. Após perder sua Pedra Preciosa durante um combate, Hiei implanta em sua testa um Jagan (邪眼), um terceiro olho que lhe dá habilidades especiais, incluindo visão remota, para procurar tanto a Pedra quanto o País do Gelo. Ao descobrir que sua irmã gêmea Yukina abandonou seu povo para procurá-lo, Hiei abandona sua vingança para encontrá-la, jornada que o levaria para o Mundo dos Homens.
Togashi planejava usar Hiei como um dos antagonistas iniciais do mangá e depois descartá-lo, mas resolveu mantê-lo devido à sua popularidade dentre os leitores. Apesar de suas incertezas, Togashi logo incluiu Hiei no grupo de personagens principais. Ao longo da publicação do mangá e exibição do anime, Hiei se tornou o personagem mais popular da série, sempre aparecendo em primeiro lugar nas pesquisas de popularidade e fazendo aparições em diversas mídias fora do mangá e anime.

## História
As Mulheres de Gelo são uma espécie que se reproduz assexuadamente, mas sempre têm um filho quando se relacionam com um macho de qualquer espécie, prática proibida dentro da sua cultura. Hiei nasce quando sua mãe Hina quebra essa lei e tem relações com um demônio de fogo. Lançado para fora do País do Gelo logo após vir ao mundo, Hiei, mesmo bebê, já conseguia ouvir e entender o que acontecia à sua volta e cresce planejando uma vingança contra aquelas que o separaram de sua mãe e sua irmã Yukina. Sua única lembrança de Hina era sua Pedra Preciosa, uma lágrima cristalizada que as Mulheres do Gelo produzem após o parto e entregam à suas crias. Entretanto, Hiei perde sua Pedra Preciosa e então procura o cirurgião Shigure para implantar um olho Jagan em sua testa, ganhando a habilidade de observar qualquer coisa ou ser à distância. Shigure realiza o transplante, mas como pagamento exige que Hiei nunca conte a Yukina sobre seus laços familiares. Mesmo com o poder do Jagan, Hiei não consegue encontrar sua Pedra Preciosa e então decide partir para o País do Gelo onde faria sua vingança e assassinaria todos os habitantes, mas parte para procurar Yukina quando descobre que ela fugiu do país para procurar seu irmão. Essa busca o leva ao Mundo dos Homens onde ele se junta aos criminosos Kurama e Gouki e realiza um roubo ao Mundo Espiritual. Cada um leva um artefato de seu interesse, mas acabam sendo derrotados pelo detetive sobrenatural Yusuke Urameshi. Hiei e Kurama são libertos pelo chefe de Yusuke, Koenma, e colocados como seus parceiros de trabalho. Através desse cargo Hiei descobre que Yukina se tornou escrava de um magnata chamado Tarukane e resolve resgatá-la sozinho. Ele a liberta e poupa a vida de Tarukane para não violar seu acordo com Koenma e ir para a prisão.
Mais tarde, Hiei e seus companheiros são convidados pelos irmãos Toguro a participar de um campeonato de luta chamado Torneio das Trevas. Sabendo que inúmeros inimigos poderosos surgirão, Hiei começa um treinamento intensivo para dominar as Chamas Negras Mortais, o tipo mais poderoso e ardente de fogo do Mundo das Trevas. Ele se torna membro do Time Urameshi e junto de seus companheiros acaba vencendo o torneio. Algum tempo depois, o antigo detetive espiritual Shinobu Sensui começa a abrir um buraco para o Mundo das Trevas para que o Mundo dos Homens fosse invadido por monstros. Hiei abandona o grupo para atravessar o buraco assim que ele estivesse concluído e dessa forma voltar para seu mundo, mas mantém seus amigos sobe vigilância. Ele resolve salvar Yusuke de um dos aliados de Sensui e aceita uma proposta de ajuda em troca da fita de vídeo Capítulo Negro, uma fita contendo os maiores crimes da humanidade. Ele confronta Sensui ao lado de seus amigos e permanece no Mundo dos Homens devido ao fechamento do buraco dimensional pelas tropas do Mundo Espiritual. No último arco da história, Hiei é chamado para servir ao exército de Mukuro, uma yōkai que está em guerra com outros dois pelo domínio do Mundo das Trevas. Hiei aproveita a oportunidade para se fortalecer e descobre que Mukuro havia engolido sua Pedra Preciosa muitos anos atrás. Ele a pega de volta e rapidamente cresce dentro da hierarquia dos servos de Mukuro, se tornando seu segundo no comando e conselheiro. Com a morte de um dos outros dois reis, Raizen, Mukuro e Hiei vão até o palácio do rei Yomi para decidir o futuro do Mundo das Trevas e aceitam a proposta de Yusuke de decidir o governante do mundo através de um torneio. Hiei enfrenta Mukuro em uma luta onde um ajuda o outro a se libertar do ódio que ambos tinham por seus respectivos passados e no final é derrotado. Ao final do torneio, Hiei ao lado de outros competidores se torna um patrulheiro da barreira dimensional entre os mundos, responsável por devolver ao seu próprio domínio qualquer um que cruze a barreira acidentalmente.

## Criação e concepção
Togashi desenvolveu o personagem no início do mangá para que fosse um vilão de um único arco da história. Apesar da sua grande popularidade com o público leitor, Togashi ainda estava receoso quanto a torná-lo um personagem principal. Enquanto muitos personagens tiveram seus nomes criados a partir de trocadilhos e combinações de nomes já existentes, Togashi afirma que "Hiei" foi um nome que simplesmente surgiu em sua cabeça.

### Personalidade e habilidades
Hiei é tratado como um personagem anti-social e irritado, preferindo estar sozinho na maior parte do tempo. Desde o nascimento ele possui um ódio pelo seu passado infeliz e sua própria existência a qual ele mesmo considera ser maldita. Esse ódio persiste durante toda a série até ser dissipado por Mukuro. Hiei costuma ser sarcástico e não pensa duas vezes antes de insultar alguém. A única pessoa que ele trata com algum carinho é sua irmã Yukina. No entanto, aos poucos ele demonstra sentimentos de amizade e companherismo para com seus amigos.
Sendo um demônio do fogo Hiei possui o poder de criar e controlar qualquer tipo de chama. Um de seus golpes básicos, Chamas Mortais do Inferno (邪王炎殺煉獄焦, Jaō Ensatsu Rengoku Shō; Chamas Mortais Ardentes do Inferno), consiste em envolver seus punhos em chamas para aumentar a força de seus ataques e queimar o alvo. Seu golpe mais poderoso envolve controlar o fogo mais ardente e poderoso do Mundo das Trevas e dar a ele a forma de um dragão. O golpe das Chamas Negras Mortais (邪王炎殺黒龍波, Jaō Ensatsu Kokuryūha; Onda Assassina do Dragão Negro do Rei Perverso) inicialmente danificava o braço direito de Hiei ao ser disparado, mas essa fraqueza foi superada quando ele dominou tanto o seu poder maligno quanto sua natureza elemental. Uma vez disparado, o dragão não pode ser controlado. Hiei, contudo, pode usá-lo como nutriente, absorvendo-o para aumentar seu poder de ataque, resistência e velocidade. Após ter o Jagan implantado em sua testa, Hiei adquiriu diversas habilidades psíquicas como visão remota, telepatia, telecinese e hipnose. O Jagan ainda fornece a Hiei uma transformação chamada Jaganshi (邪眼師) onde seu corpo adquire coloração verde e é coberto de olhos. Além de aumentar as habilidades físicas de Hiei, esse estado lhe permite utilizar uma maldição que paralisa o alvo. Hiei também é um nato espadachim, tendo masterizado o combate com katana. Ele ainda consegue cobrir sua espada com as chamas negras para aumentar o seu corte.

## Outras aparições
Hiei, ao lado dos outros três personagens principais, aparece nos dois filmes da série. Em Yu Yu Hakusho: O Filme ele ajuda no resgate de Koenma, que foi raptado por um inimigo misterioso. No segundo filme, Yu Yu Hakusho: Invasores do Inferno, Hiei enfrenta guerreiros de um quarto plano existencial e que estão invadindo o Mundo dos Homens. Ele também aparece em uma coletânea de OVAs chamados Eizou Hakusho (映像白書, Eizō Hakusho), que mostram os personagens após o fim da série, entrevistas com seus dubladores japoneses e curtas humorísticos sobre os quatro principais. É mostrado que Hiei continuou vivendo com Mukuro, treinando arduamente para o próximo torneio do Mundo das Trevas
Hiei apareceu em diversos jogos da série como personagem jogável, tais como Yu Yu Hakusho: Dark Tournament para PlayStation 2 e Yu Yu Hakusho: Spirit Detective para GameBoy Advance. Ele também aparece no crossover de luta Jump Super Stars como um personagem de apoio e em sua sequência Jump Ultimate Stars como jogável. Em 2014 Hiei foi colocado como um personagem jogável no jogo para PlayStation 3 e PlayStation Vita J-Stars Victory Vs. No live action produzido pela Netflix, Hiei é interpretado pelo ator japonês Kanata Hongo.

## Recepção
Hiei é um personagem muito popular dentre os fãs da série, sempre aparecendo em primeiro lugar nas pesquisas de popularidade realizadas ao longo da publicação do mangá.  Na edição de março de 2010 da revista Newtype, foi eleito o quinto personagem masculino mais popular da década de 1990. Também apareceu em primeiro, segundo e terceiro lugar respectivamente nas edições do prêmio anual Anime Grand Prix, da revista Animage, nos anos 1993, 1994 e 1995 na categoria "Personagem Masculino Favorito". Em uma enquete realizada pelo site brasileiro Henshin, Hiei foi eleito o melhor anti-herói do mundo dos animes. Ele ainda se classificou em décimo sexto lugar em uma pesquisa realizada no Japão com o tema "Personagem de Cabelo Preto Favorito" na seção de personagens masculinos.